# Idiodonus aurantiacus
Idiodonus aurantiacus är en insektsart som beskrevs av Léon Abel Provancher 1872. Idiodonus aurantiacus ingår i släktet Idiodonus och familjen dvärgstritar. Inga underarter finns listade i Catalogue of Life.